# Городище (Белокриницкая сельская община)
Городи́ще (укр. Городище) — село в Белокриницкой сельской общине Ровненского района Ровненской области Украины.
Население по переписи составляло 2380 человек. Почтовый индекс — 35341. Телефонный код — 362. Код КОАТУУ — 5624683001.